# Torre de Fuente Álamo
La torre de Fuente Álamo se encuentra en el municipio español de Alcalá la Real, provincia de Jaén, comunidad autónoma de Andalucía, España.

## Descripción
Esta torre o atalaya formaba parte de la segunda línea de control del territorio de Alcalá durante la Edad Media. Es de planta circular, consta de dos cuerpos y tiene una altura de 9 metros. La primera planta está cubierta por una bóveda de 3 metros de diámetro y 3,81 metros de altura. El vano de entrada tiene una luz de 2,38 metros y presenta una moldura en su parte exterior, construida con arenisca y de aparejo irregular. Desde esta torre sólo se divisa la Torre de los Pedregales.